# Fritillaria minuta
Fritillaria minuta är en liljeväxtart som beskrevs av Pierre Edmond Boissier och Friedrich Wilhelm Noë. Fritillaria minuta ingår i Klockliljesläktet och i familjen liljeväxter. Inga underarter finns listade.